# Mestaruussarja
La Mestaruussarja fue el torneo de fútbol más importante de Finlandia de 1930 a 1989, siendo reemplazado por la Veikkausliiga en 1990.

## Historia
De 1908 a 1929 el campeón nacional de fútbol de Finlandia salía de una competición de copa. El primer campeón nacional fue el HIFK Helsinki, siendo hasta 1940 jugado mayoritariamente en la capital Helsinki, con excepción de seis ocasiones siendo Kuopio la primera sede de la liga que no era la capital.
Durante la Segunda Guerra Mundial la liga se jugaba bajo un formato reducido o abandonado, teniendo en 1940 por primera vez la participación de equipos de fútbol de trabajadores. La última temporada fue la de 1989 y el campeón fue el FC Kuusysi y la liga fue reemplazada por la Veikkausliiga en 1990.

## Formato
La liga se jugó principalmente con un formato de liga de ocho equipos en sus primeros años, la cual aumentó a 10 y en su última temporada participaron 12 equipos, teniendo su mayor popularidad en los años 1960. La mayor asistencia se dio en un partido entre el HJK Helsinki y el FC Haka en 1965 donde asistieron 17,293 espectadores y el mayor promedio de asistencia en una temporada fue en 1967 con un promedio de 3,071 espectadores por partido.

## Lista de Campeones
| - 1930: HIFK - 1931: HIFK - 1932: HPS - 1933: HIFK - 1934: HPS - 1935: HPS - 1936: HJK - 1937: HIFK - 1938: HJK - 1939: TPS - 1940: Sudet - 1941: TPS - 1942: HT - 1943: No se jugó por la Segunda Guerra Mundial. - 1944: VIFK - 1945: VPS - 1946: VIFK | - 1947: HIFK - 1948: VPS - 1949: TPS - 1950: Ilves-Kissat - 1951: KTP - 1952: KTP - 1953: VIFK - 1954: Pyrkivä - 1955: Kiffen - 1956: KuPS - 1957: HPS - 1958: KuPS - 1959: HIFK - 1960: Haka - 1961: HIFK | - 1962: Haka - 1963: Reipas Lahti - 1964: HJK - 1965: Haka - 1966: KuPS - 1967: Reipas Lahti - 1968: TPS - 1969: KPV - 1970: Reipas Lahti - 1971: TPS - 1972: TPS - 1973: HJK - 1974: KuPS - 1975: TPS - 1976: KuPS | - 1977: Haka - 1978: HJK - 1979: OPS - 1980: OPS - 1981: HJK - 1982: Kuusysi - 1983: Ilves - 1984: Kuusysi - 1985: HJK - 1986: Kuusysi - 1987: HJK - 1988: HJK - 1989: Kuusysi |

## Títulos por Equipo
- 9: HJK Helsinki
- 8: HIFK Helsinki
- 7: Turun Palloseura
- 5: KuPS
- 4: FC Haka, FC Kuusysi
- 3: Reipas Lahti, Vasa IFK
- 2: HPS Helsinki, KTP Kotka, Oulun Palloseura, Vaasan Palloseura
- 1: HT Helsinki, FC Ilves, Ilves-Kissat, KIF, KPV Kokkola, Pyrkiva Turku, Sudet

## Goleadores
| Season | Player            | Club         | Goals |
| ------ | ----------------- | ------------ | ----- |
| 1930   | Holger Salin      | HIFK         | 9     |
| 1930   | Olof Strömsten    | Kiffen       | 9     |
| 1931   | Holger Salin      | HIFK         | 11    |
| 1932   | Lauri Lehtinen    | TPS          | 13    |
| 1933   | Olof Strömsten    | HIFK         | 18    |
| 1934   | Olof Strömsten    | HIFK         | 15    |
| 1935   | Aatos Lehtonen    | HJK          | 13    |
| 1935   | Nuutti Lintamo    | VPS          | 13    |
| 1936   | Aatos Lehtonen    | HJK          | 14    |
| 1937   | Aatos Lehtonen    | HJK          | 25    |
| 1938   | Aatos Lehtonen    | HJK          | 14    |
| 1939   | Aatos Lehtonen    | HJK          | 15    |
| 1941   | Jussi Valtonen    | TPS          | 14    |
| 1944   | Urho Teräs        | TPS          | 9     |
| 1944   | Leo Turunen       | Sudet        | 9     |
| 1948   | Stig-Göran Myntti | VIFK         | 15    |
| 1949   | Yrjö Asikainen    | Ilves-Kissat | 20    |
| 1949   | Kaimo Lintamo     | VPS          | 20    |
| 1950   | Yrjö Asikainen    | Ilves-Kissat | 15    |
| 1950   | Jorma Saarinen    | VPS          | 15    |
| 1951   | Åke Forsberg      | Kiffen       | 16    |
| 1952   | Mauri Vanhanen    | KTP          | 16    |
| 1953   | Rainer Forss      | Pyrkivä      | 15    |
| 1954   | Eino Koskinen     | TuTo         | 16    |
| 1955   | Yrjö Asikainen    | Kiffen       | 12    |
| 1956   | Pentti Styck      | HJK          | 20    |
| 1957   | Matti Sundelin    | TPS          | 21    |
| 1958   | Kalevi Lehtovirta | TPS          | 17    |
| 1958   | Kai Pahlman       | HPS          | 17    |
| 1959   | Matti Sundelin    | TPS          | 21    |
| 1960   | Matti Sundelin    | TPS          | 30    |
| 1961   | Kai Pahlman       | HPS          | 20    |
| 1962   | Tor Österlund     | HIK          | 22    |
| 1963   | Juha Lyytikäinen  | HIFK         | 16    |
| 1964   | Arto Tolsa        | KTP          | 26    |
| 1965   | Kai Pahlman       | HJK          | 22    |
| 1966   | Markku Hyvärinen  | KuPS         | 16    |
| 1967   | Tommy Lindholm    | TPS          | 22    |
| 1968   | Tommy Lindholm    | TPS          | 23    |
| 1969   | Hannu Lamberg     | KPV          | 18    |
| 1969   | Pekka Talaslahti  | HJK          | 18    |
| 1970   | Matti Paatelainen | HIFK         | 20    |
| 1971   | Pentti Toivola    | MP           | 17    |
| 1972   | Matti Paatelainen | HIFK         | 16    |
| 1972   | Heikki Suhonen    | TPS          | 16    |
| 1973   | Hannu Lamberg     | KPV          | 13    |
| 1974   | Erkki Salo        | TPS          | 17    |
| 1975   | Reijo Rantanen    | MiPK         | 16    |
| 1976   | Matti Paatelainen | Haka         | 17    |
| 1977   | Matti Paatelainen | Haka         | 20    |
| 1978   | Atik Ismail       | HJK          | 20    |
| 1979   | Atik Ismail       | HJK          | 15    |
| 1979   | Heikki Suhonen    | TPS          | 15    |
| 1980   | Hannu Rajaniemi   | Sepsi-78     | 19    |
| 1981   | Juhani Himanka    | OPS          | 22    |
| 1982   | Atik Ismail       | HJK          | 19    |
| 1983   | Mika Lipponen     | TPS          | 22    |
| 1984   | Mika Lipponen     | TPS          | 25    |
| 1985   | Ismo Lius         | Kuusysi      | 19    |
| 1986   | Ismo Lius         | Kuusysi      | 13    |
| 1986   | Jari Niinimäki    | Ilves        | 13    |
| 1987   | Ari Hjelm         | Ilves        | 20    |
| 1988   | Ismo Lius         | Kuusysi      | 22    |
| 1989   | Ismo Lius         | Kuusysi      | 15    |